# Kobernuss

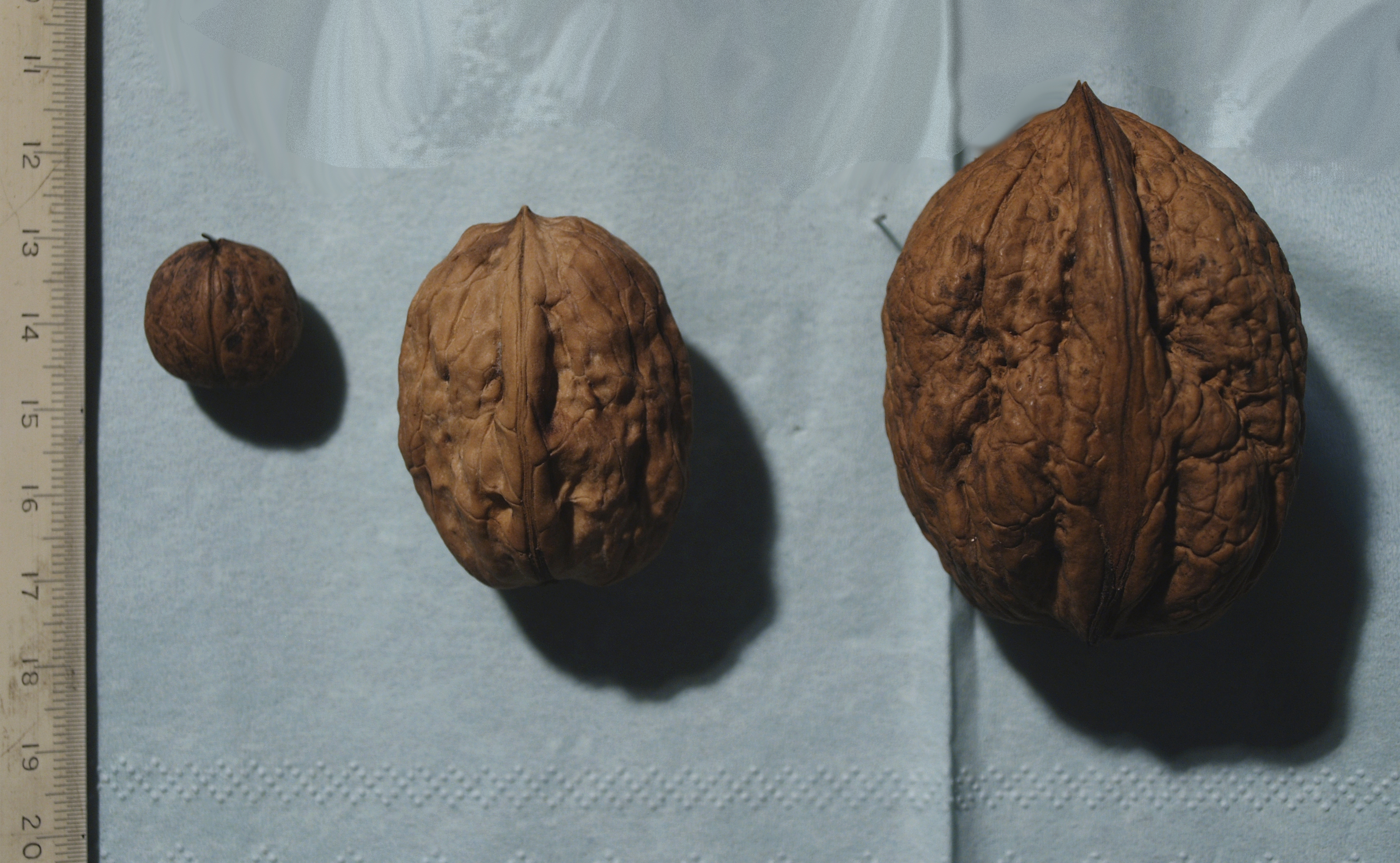
Rechts eine Kobernuss von fast 7 cm Länge. In der Mitte die „normale“ Walnuss mit etwa 4 cm Länge. Links könnte die Steinnuss genannte kleinste Varietät der Walnuss sein.

Kobernuss ist eine (teilweise veraltete) ostmitteldeutsche Bezeichnung
- für Walnuss
- und für Paranuss.[1]

Insbesondere werden diejenigen Sorten Walnuss als Kobernuss bezeichnet, die Früchte von bis zu Kinderfaustgröße hervorbringen. Da der Nusskern sich in der Größe kaum von anderen Walnüssen unterscheidet, wird die ungeknackte dickwandige Nussschale als außergewöhnliche Dekoration genutzt („…daher sie auf dem Tische nur zur Parade stehen können“).
In der Real-Enzyklopädie der gesamten Pharmazie wird die Kobernuss als „besonders großfruchtige Varietät der Juglans regia“ bezeichnet.
Weitere Namen der „Juglans regia (fructu maximo)“ sind „Pferde-Wallnuss“ sowie Schafnuss, Polternuss, Roßnuss oder Pferdenuss.